# Copa Sudamericana de Rugby League 2022
La Copa Sudamericana de Rugby League de 2022 fue la cuarta edición del torneo de rugby league de selecciones sudamericanas, y la segunda con la denominación Copa Sudamericana.
Se disputó en el Estadio JB Londoño de la localidad de Jericó, Antioquia, Colombia entre el 25 y 27 de noviembre de 2022.
El campeón clasificó al Americas Rugby League Championship 2023 que a su vez formó parte del proceso de clasificación de América para el Mundial de 2025, posteriormente ambos torneos fueron cancelados.

## Equipos participantes
- Brasil
- Chile
- Colombia

## Desarrollo
| Pos. | Equipo   | Encuentros | Encuentros | Encuentros | Encuentros | Tantos  | Tantos    | Tantos     | Puntos |
| Pos. | Equipo   | jugados    | ganados    | empatados  | perdidos   | a favor | en contra | diferencia | Puntos |
| ---- | -------- | ---------- | ---------- | ---------- | ---------- | ------- | --------- | ---------- | ------ |
| 1    | Brasil   | 2          | 2          | 0          | 0          | 76      | 18        | +58        | 4      |
| 2    | Chile    | 2          | 1          | 0          | 1          | 52      | 34        | +18        | 2      |
| 3    | Colombia | 2          | 0          | 0          | 2          | 14      | 90        | -76        | 0      |

### Resultados
| 25 de noviembre | Brasil | 20 - 18 | Chile | Estadio JB Londoño, Jericó |  |

| 26 de noviembre | Colombia | 14 - 34 | Chile | Estadio JB Londoño, Jericó |  |

| 27 de noviembre | Colombia | 0 - 56 | Brasil | Estadio JB Londoño, Jericó |  |

| Bandera de Brasil |
| Campeón Brasil    |
| Segundo título    |